# Edward Carteret
Edward Carteret (1671-1739) est un homme politique anglais et occupe le poste de ministre des Postes de 1721 jusqu'à sa mort.

## Biographie
Edward Carteret est le troisième fils de Philip Carteret de Hawnes et le frère cadet de George Carteret, premier baron Carteret. Il fait ses études à la Brentwood School et au Trinity College, à Cambridge.
Il est élu député de Huntingdon en 1698 et de Bedford en 1702. Il est réélu député de Bere Alston lors d'une élection partielle le 9 décembre 1717 et démissionne en 1720, date à laquelle il est nommé ministre des Postes, poste qu'il occupe de 1721 à sa mort.
Carteret meurt subitement de la maladie de la pierre le 15 avril 1739. Il épouse, en 1699, Bridget, fille de Sir Thomas Exton, député, doyen de la cour des arches de Cantorbéry et juge de l'amirauté. Ils ont trois fils et trois filles.